# Haworthia attenuata
Haworthia attenuata (укр. Гавортія атенуата, Гавортія відтягнута, Гавортія проста) — рослина з роду гавортія (Haworthia) підродини асфоделевих (Asphodelaceae).

## Морфологічні ознаки

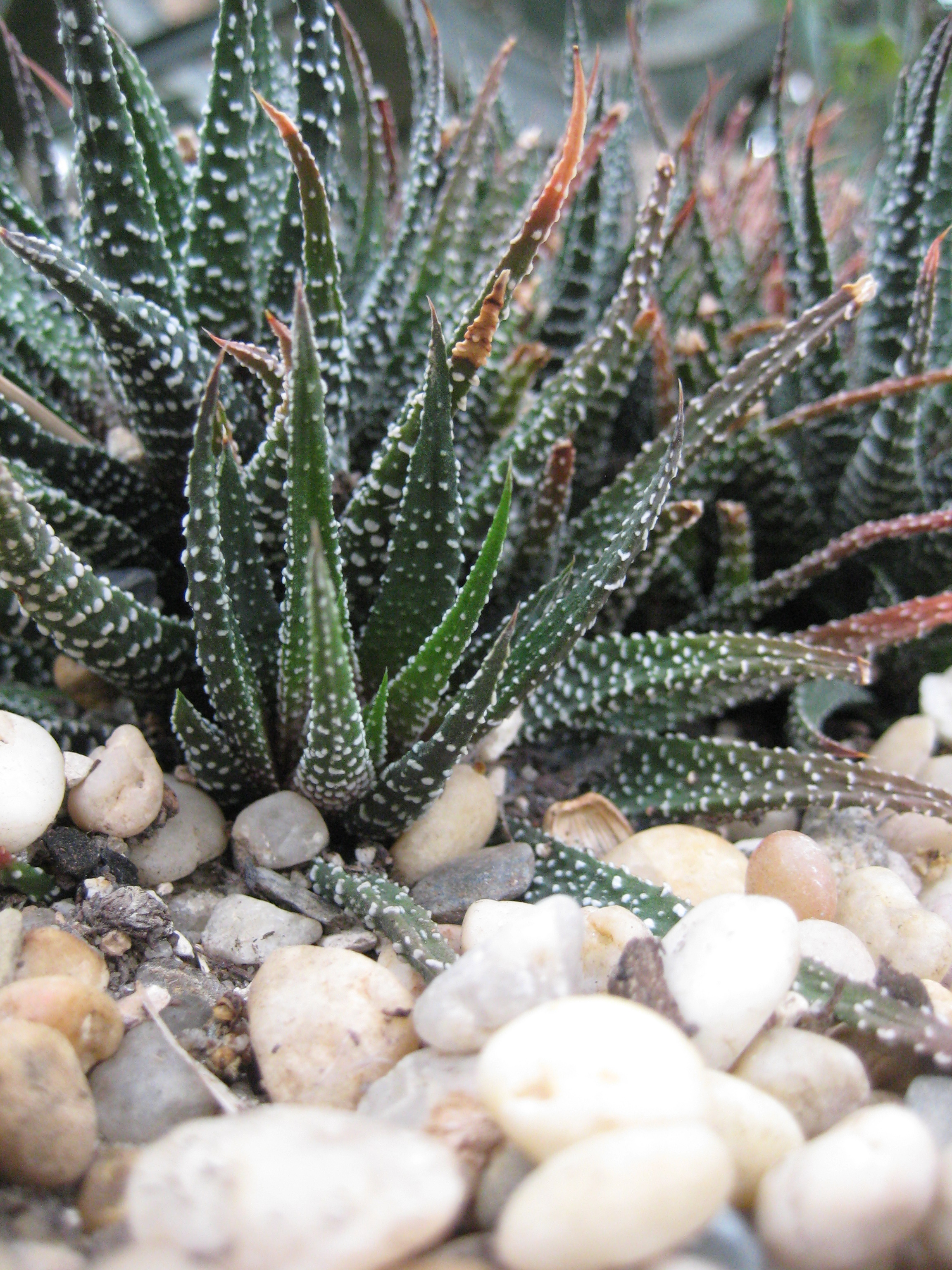

Кущевидна, дуже мінлива рослина, зазвичай цілком без стебла, яка дає багато пагонів, які утворюють щільні розетки з 30-40 сукулентних листків, завдовжки 5-8 см і завширшки в основі приблизно 1 см. Листя подовжено-ланцетні, молоді ростуть прямо догори, старіші вигибаються назовні. Темно-зелена поверхня листя вкрита дрібними бугорками, які разом утворюють поздовжню лінію на верхній стороні кожного листка і поперчну на нижній. Краї листя закгруглені, і на них теж є бугорки. Наприкінці весни — початку літа з центра розетки розвиваються суцвіття заввишки 30-40 см, з китицею до 18 см завдовжки, зібраною з трубчастих білих із зеленуватим відтінком квіток завдовжки 2 см.

## Місця зростання
Південноафриканська республіка, Східна Капська провінція.

## Варитети

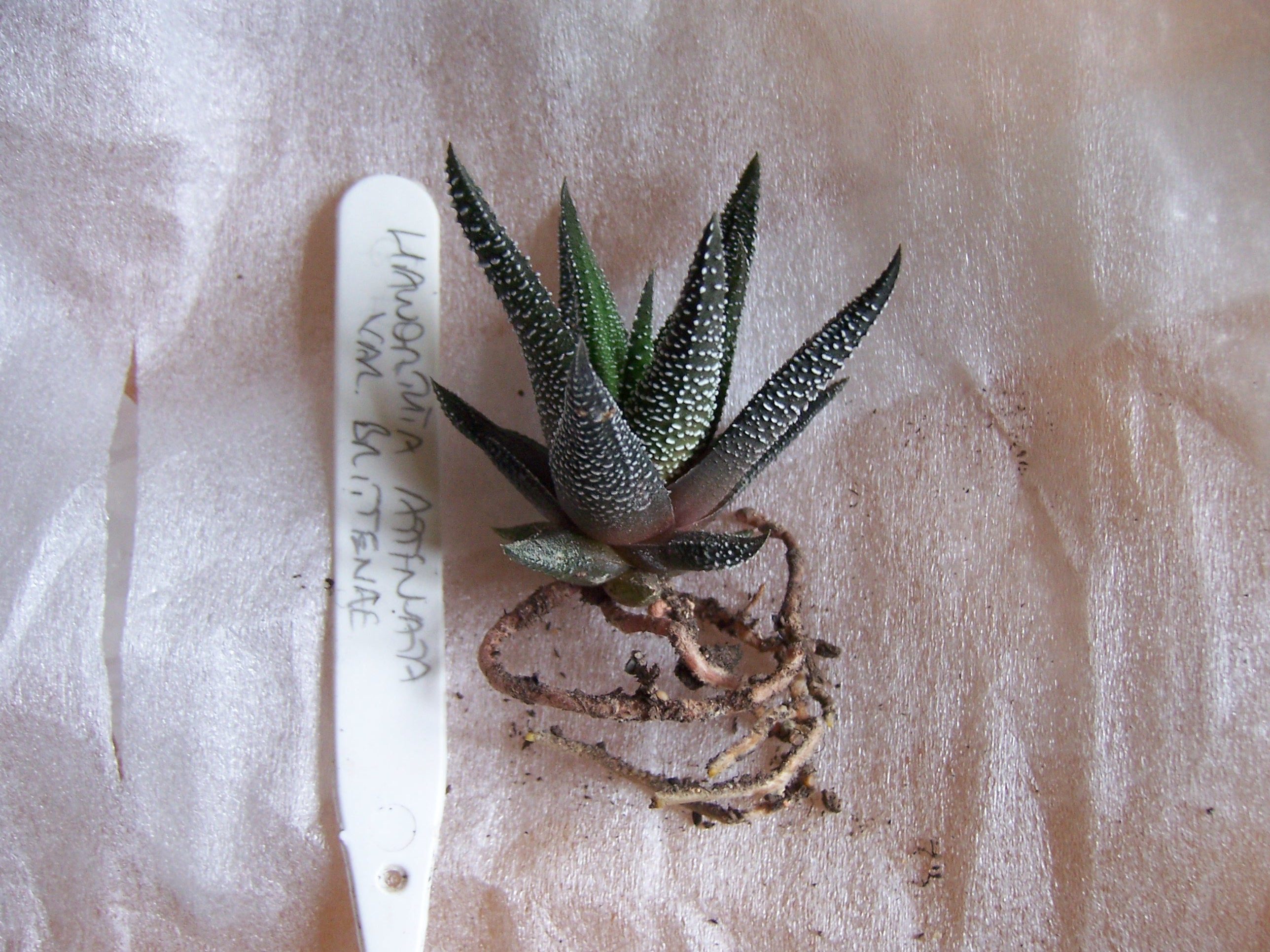
Haworthia attenuata var. britteniana

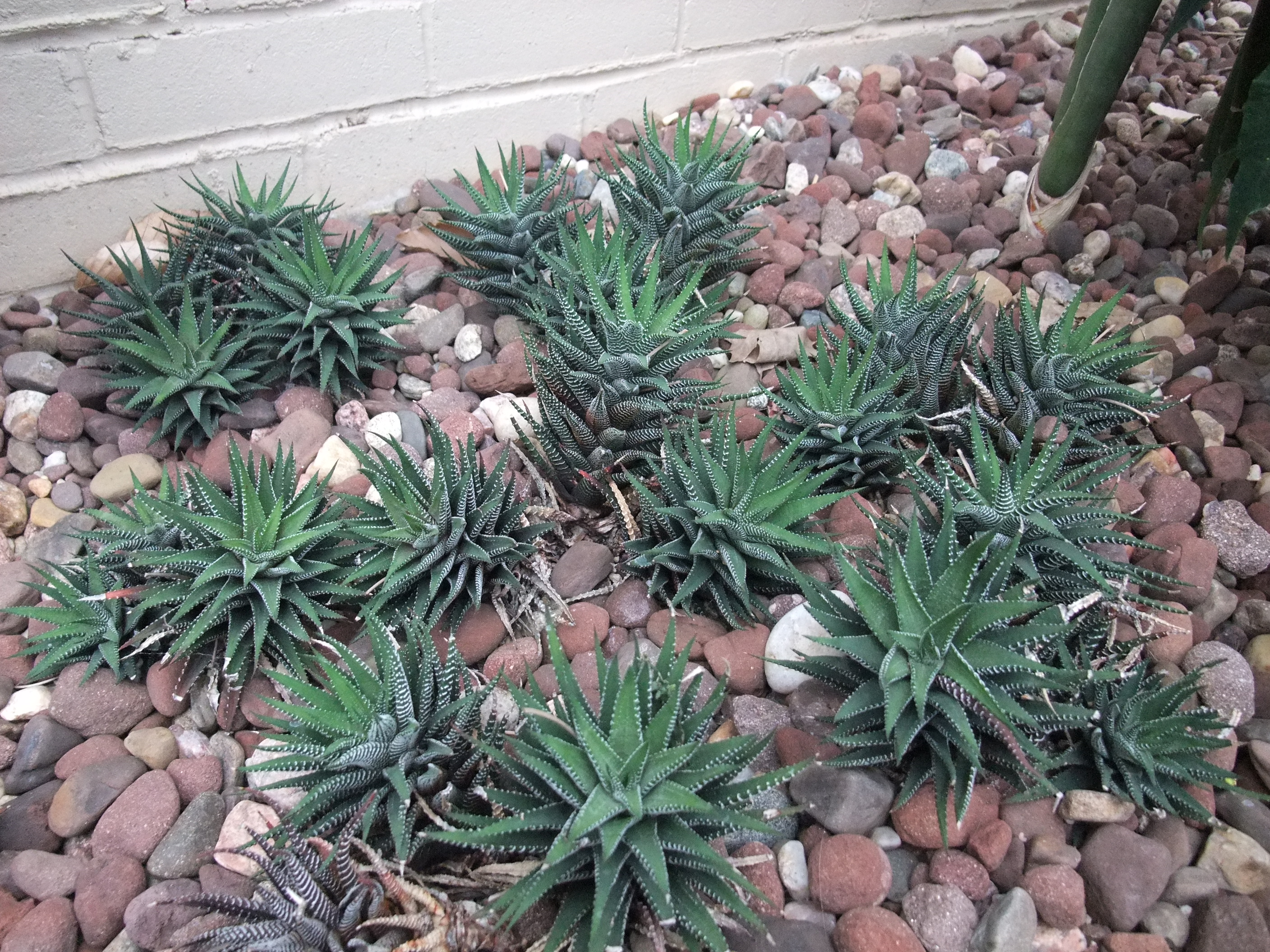
Haworthia attenuata var. clariperla

- Haworthia attenuata var. argyrostigma.
- Haworthia attenuata var. britteniana — відрізняється дуже маленькими бугорками, які нерегулярно розташовані в поперечних смугах і помітніші в середній частині листка.
- Haworthia attenuata var. clariperla — один з найпривабливіших представників виду, відрізніяється великою кількістю яскраво-білих бугорків, які густо вкривають листки рослини з обох боків, а знизу листка ще й зливаються в поперечні смуги.

## Утримання в культурі
Проста в культурі рослина. Їй потрібна напівтінь, оскільки вона не переносить прямого сонячного світла. Помірний полив в період вегетації, сухе утримання взимку.

## Розмноження
Насінням, листовими живцями або відділенням бокових пагонів навесні.